# Mimice
Mimice su naselje i ljetovalište na Omiškoj rivijeri.

## Zemljopisni položaj
Mimice su smještene petnaestak kilometara jugoistočno od grada Omiša. U zaleđu mjesta nalazi se planina Dinara, a u podnožju Jadransko more. Kroz sjedište mjesta proteže se Jadranska turistička cesta.

## Povijest
Prvi spomen mjesta seže u prvu polovicu 17. stoljeća; dokazi se nalaze u okolici mjesne crkve i groblja. Tijekom Drugog svjetskog rata Mimice su, zajedno s obližnjim Omišem, bile u sastavu NDH.

## Gospodarstvo
Gospodarstvo u Mimicama zasniva se na turizmu, poljodjelstvu i ribarstvu. Od turističkih sadržaja izdvaja se nekoliko restorana i kafića uz obalu, a u posljednje je vrijeme izgrađeno više malih i obiteljskih hotela.

## Stanovništvo
U Mimicama prema popisu stanovništva iz 2001. živi 250 stanovnika, većinom Hrvata katoličke vjeroispovjesti.
| broj stanovnika |       |       |       | 24    | 39    | 39    |       |       | 319   | 306   | 267   | 255   | 198   | 236   | 250   | 216   | 241   |
|                 | 1857. | 1869. | 1880. | 1890. | 1900. | 1910. | 1921. | 1931. | 1948. | 1953. | 1961. | 1971. | 1981. | 1991. | 2001. | 2011. | 2021. |

## Vanjske poveznice
- Mimice na stranici TZ Omiš  Arhivirana inačica izvorne stranice od 20. listopada 2009. (Wayback Machine)